# Porto Moniz
Porto Moniz é uma vila portuguesa sede do Município de Porto Moniz da ilha da Madeira, Região Autónoma da Madeira. A vila de Porto Moniz é igualmente sede da freguesia a que pertence e a que deu o nome.
O município tem 82,93 km² de área e 2 528 habitantes (2023), subdividido em 4 freguesias, sendo limitado a leste pelo município de São Vicente, a sul e a sudoeste pela Calheta e a norte tem litoral no oceano Atlântico.

## História
O concelho foi criado em 31 de outubro de 1835, mas esteve suprimido entre 1849 e 1855, entre 1867 e 1871 e entre 1895 e 1898.
Não se sabe a época precisa em que começou a sua primitiva colonização, mas não deve ter sido muito posteriormente ao princípio do terceiro quartel do século XV. Francisco Moniz, o Velho, é dado como um dos seus mais antigos povoadores, devendo, porém, entender-se que foi ele um dos primeiros que ali teve terras de sesmaria e o primeiro que neste lugar constituiu um núcleo importante de moradores com a fazenda povoada que estabeleceu e com a capela adjunta que fundou.
Francisco Moniz era de ascendência nobre e natural do Algarve, dizendo alguns linhagistas que casara nesta ilha com Filipa da Câmara, filha de Garcia Rodrigues da Câmara, que era filho natural do descobridor João Gonçalves Zarco, o comandante de barcas que descobriu a ilha do Porto Santo (1418), com Tristão Vaz Teixeira; depois a ilha da Madeira, com Bartolomeu Perestrelo (1419).

## População
| Número de habitantes | Número de habitantes | Número de habitantes | Número de habitantes | Número de habitantes | Número de habitantes | Número de habitantes | Número de habitantes | Número de habitantes | Número de habitantes | Número de habitantes | Número de habitantes | Número de habitantes | Número de habitantes | Número de habitantes |
| -------------------- | -------------------- | -------------------- | -------------------- | -------------------- | -------------------- | -------------------- | -------------------- | -------------------- | -------------------- | -------------------- | -------------------- | -------------------- | -------------------- | -------------------- |
| 1864                 | 1878                 | 1890                 | 1900                 | 1911                 | 1920                 | 1930                 | 1940                 | 1950                 | 1960                 | 1970                 | 1981                 | 1991                 | 2001                 | 2011                 |
| 3 778                | 4 544                | 4 265                | 4 206                | 4 404                | 4 594                | 5 068                | 6 175                | 6 422                | 5 917                | 4 480                | 3 963                | 3 432                | 2 927                | 2 711                |

(Obs.: Número de habitantes "residentes", ou seja, que tinham a residência oficial neste concelho à data em que os censos  se realizaram.)
| Número de habitantes por Grupo Etário | Número de habitantes por Grupo Etário | Número de habitantes por Grupo Etário | Número de habitantes por Grupo Etário | Número de habitantes por Grupo Etário | Número de habitantes por Grupo Etário | Número de habitantes por Grupo Etário | Número de habitantes por Grupo Etário | Número de habitantes por Grupo Etário | Número de habitantes por Grupo Etário | Número de habitantes por Grupo Etário | Número de habitantes por Grupo Etário | Número de habitantes por Grupo Etário |
| ------------------------------------- | ------------------------------------- | ------------------------------------- | ------------------------------------- | ------------------------------------- | ------------------------------------- | ------------------------------------- | ------------------------------------- | ------------------------------------- | ------------------------------------- | ------------------------------------- | ------------------------------------- | ------------------------------------- |
|                                       | 1900                                  | 1911                                  | 1920                                  | 1930                                  | 1940                                  | 1950                                  | 1960                                  | 1970                                  | 1981                                  | 1991                                  | 2001                                  | 2011                                  |
| 0-14 Anos                             | 1 529                                 | 1 562                                 | 1 656                                 | 1 860                                 | 2 576                                 | 2 459                                 | 2 221                                 | 1 465                                 | S/ dados                              | 858                                   | 502                                   | 331                                   |
| 15-24 Anos                            | 723                                   | 804                                   | 871                                   | 888                                   | 1 073                                 | 1 281                                 | 1 055                                 | 815                                   | S/ dados                              | 482                                   | 400                                   | 295                                   |
| 25-64 Anos                            | 1 623                                 | 1 673                                 | 1 722                                 | 1 987                                 | 2 127                                 | 2 278                                 | 2 250                                 | 1 715                                 | S/ dados                              | 1 519                                 | 1 343                                 | 1 412                                 |
| = ou > 65 Anos                        | 305                                   | 343                                   | 299                                   | 320                                   | 387                                   | 377                                   | 391                                   | 485                                   | S/ dados                              | 573                                   | 682                                   | 673                                   |
| > Id. desconh                         | 21                                    | 7                                     | 4                                     | 3                                     | 7                                     |                                       |                                       |                                       |                                       |                                       |                                       |                                       |

(Obs: De 1900 a 1950 os dados referem-se à população "de facto", ou seja, que estava presente no concelho à data em que os censos se realizaram. Daí que se registem algumas diferenças relativamente à designada população residente)

## Freguesias e distribuição da população

Freguesias do município de Porto Moniz

Segundo os censos de 2011, a população do município totalizava 2 711, distribuídas pelas quatro freguesias da seguinte maneira:
- Achadas da Cruz: 159 hab.
- Porto Moniz: 1 668 hab.
- Ribeira da Janela: 228 hab.
- Seixal: 656 hab.

## Galeria

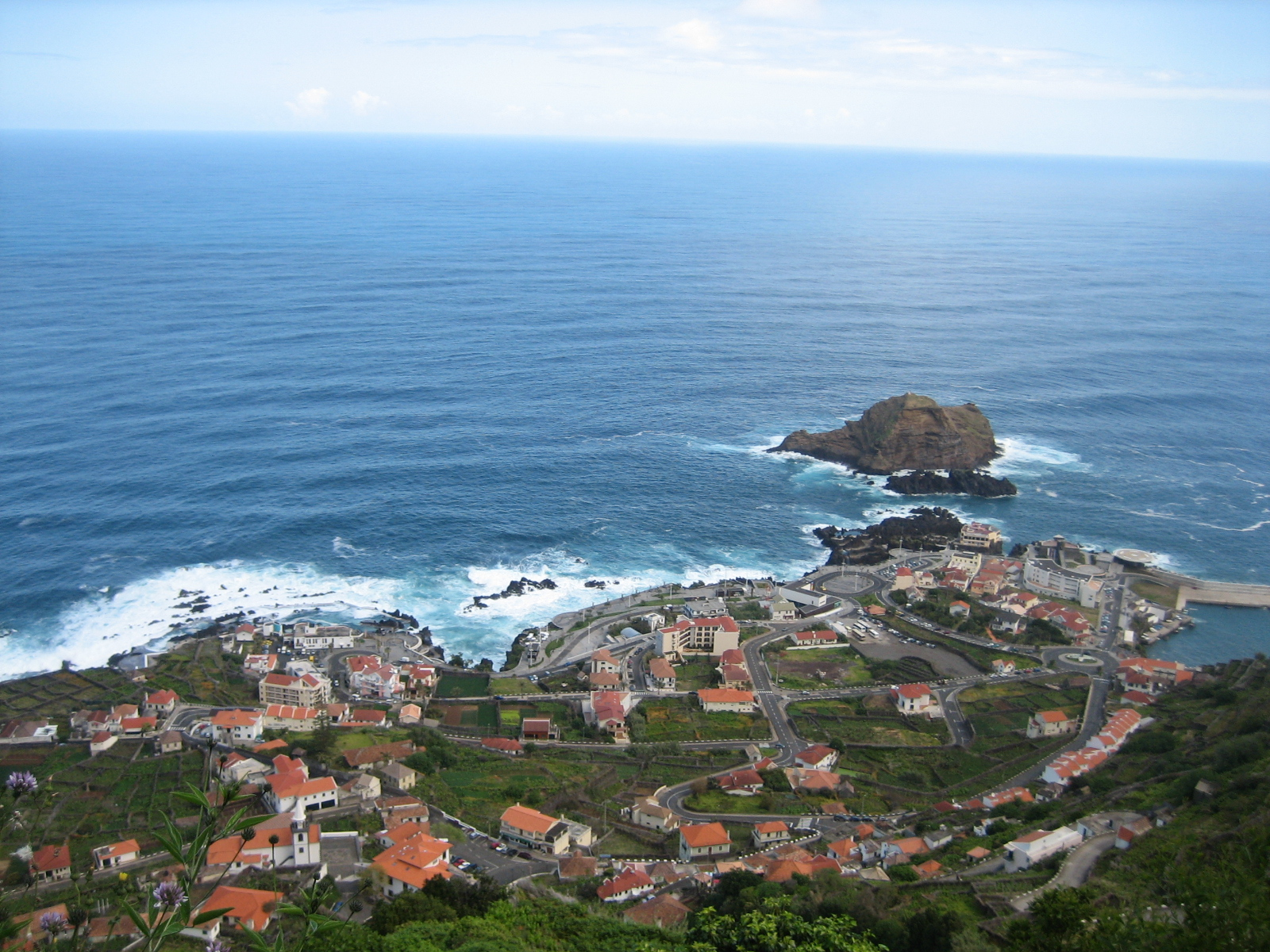
Vila do Porto Moniz
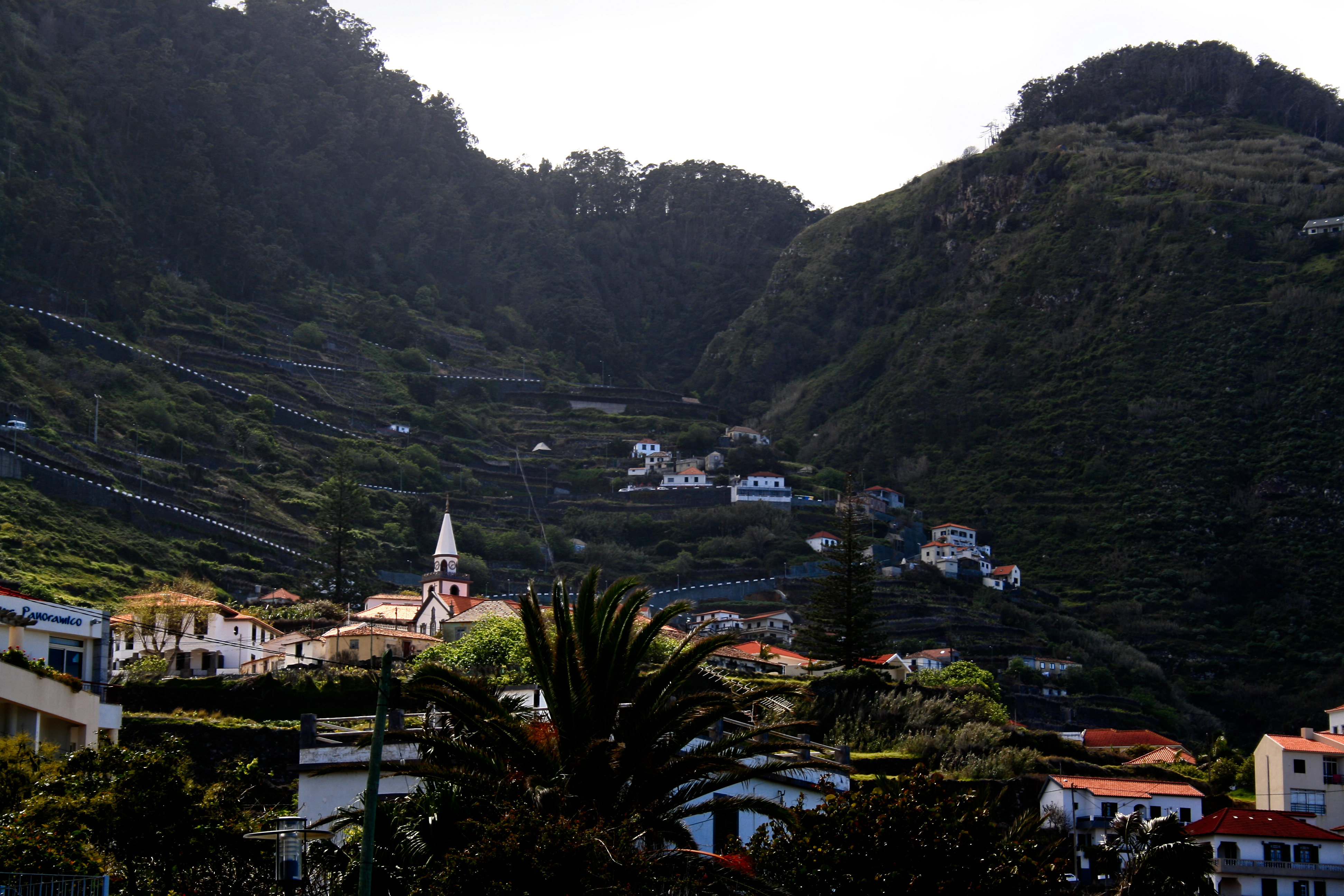
Porto Moniz
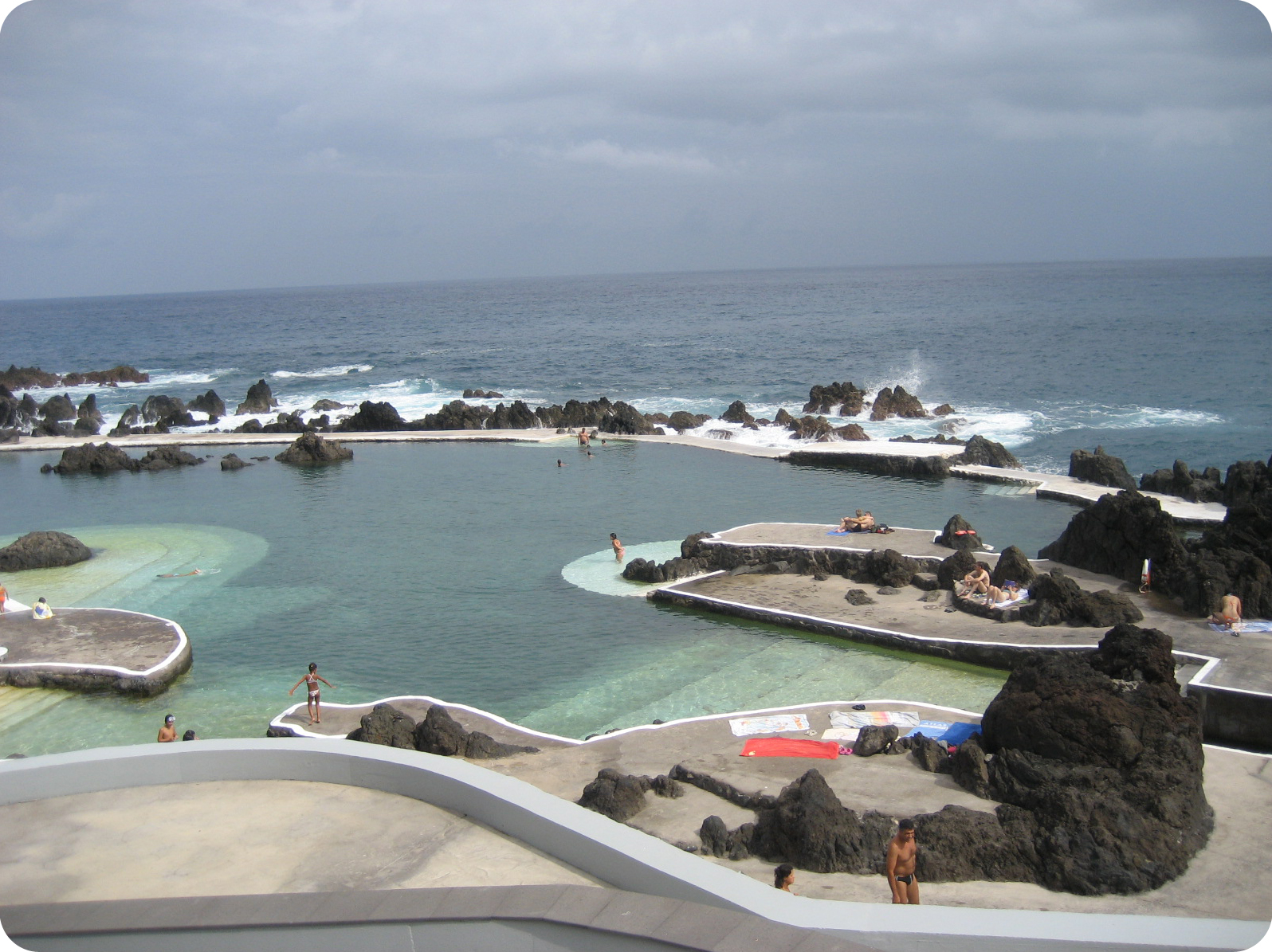
Piscinas Naturais do Porto Moniz
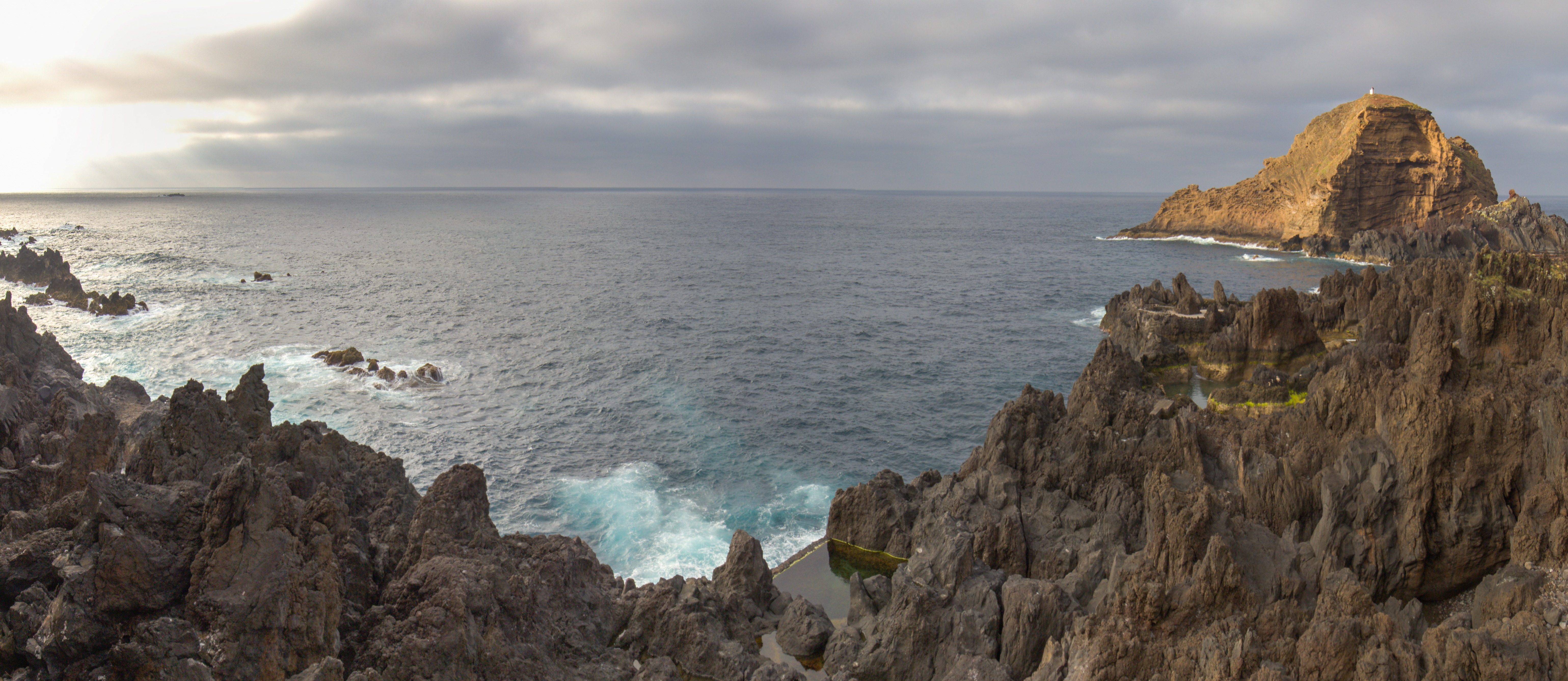
Piscinas naturais
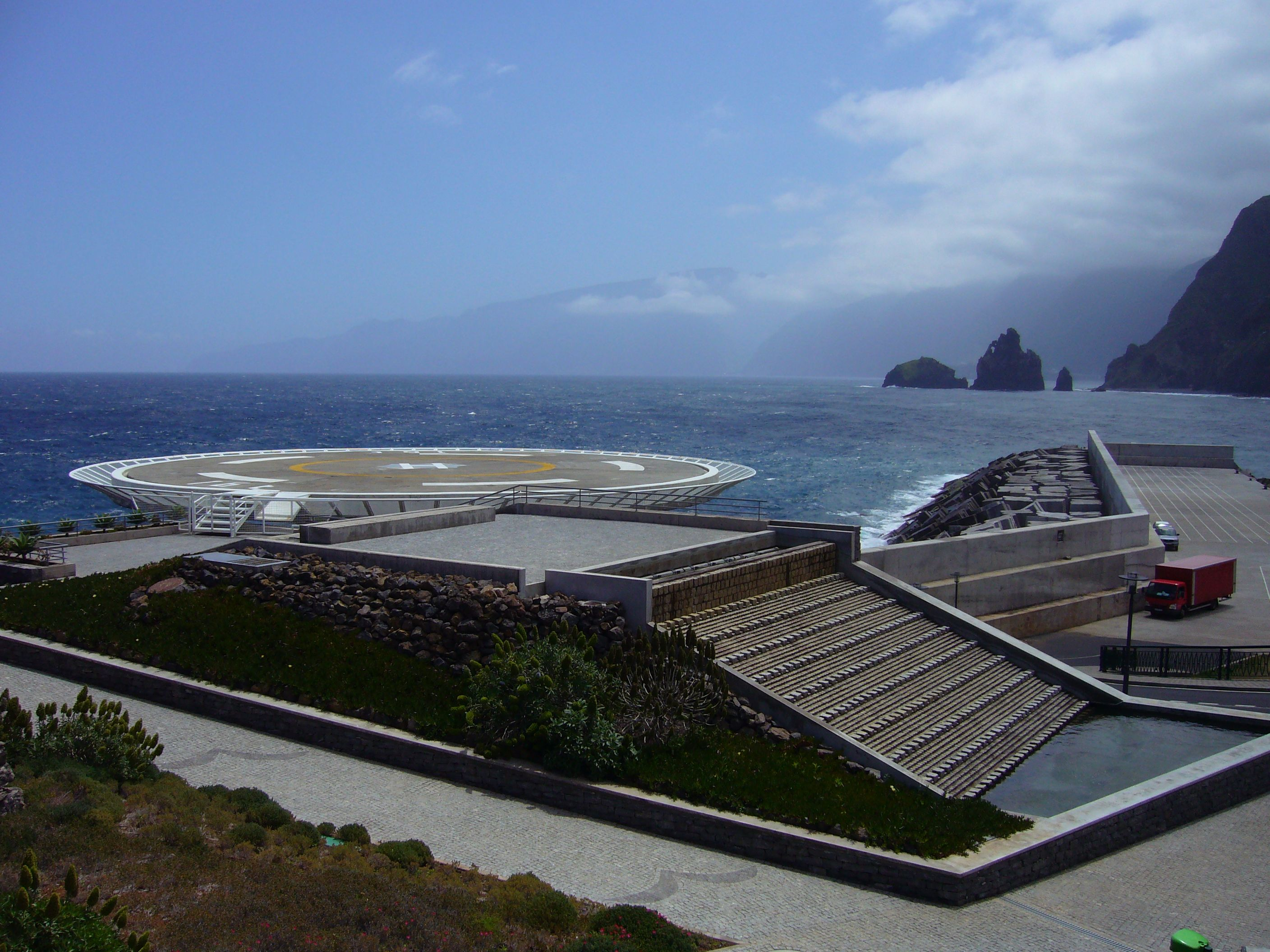
Heliporto do Porto Moniz
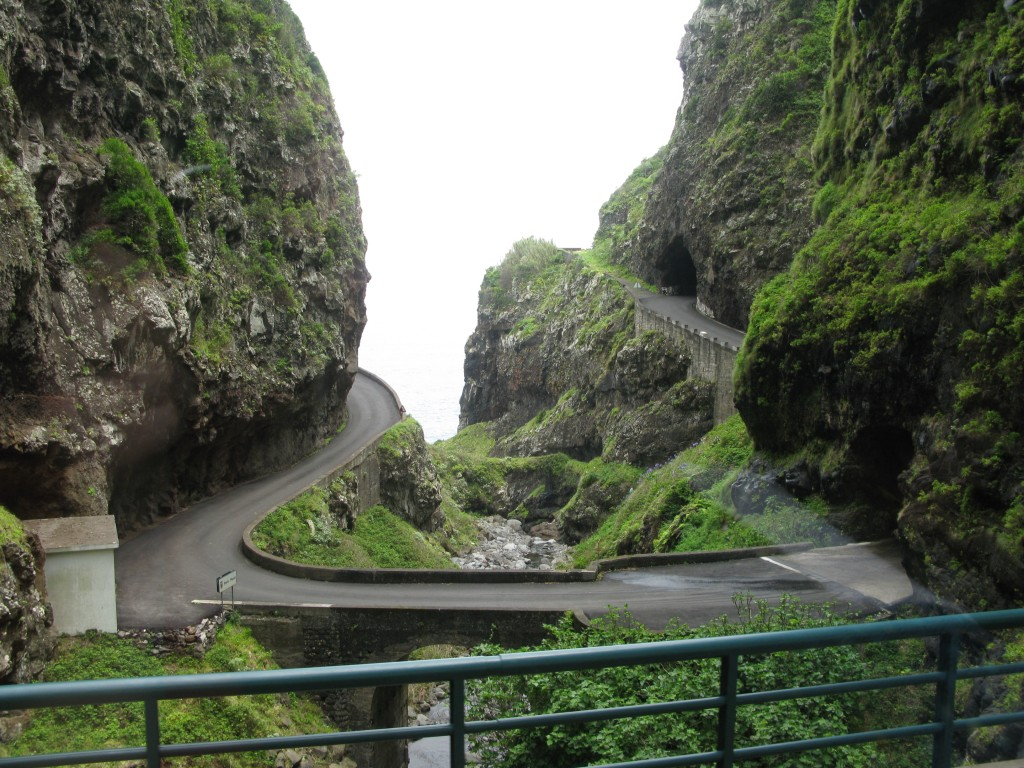
Estrada velha
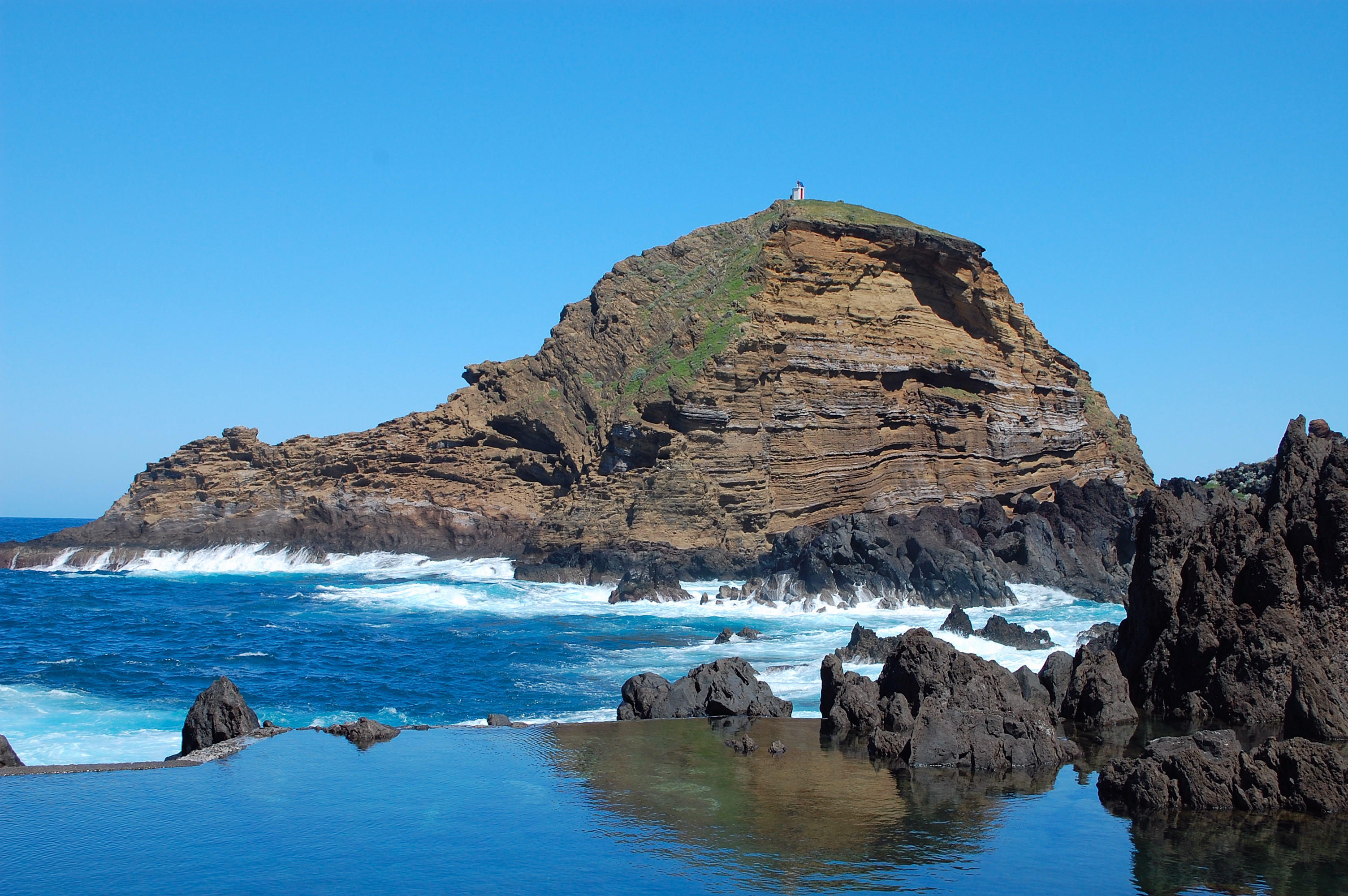
Ilhéu Mole
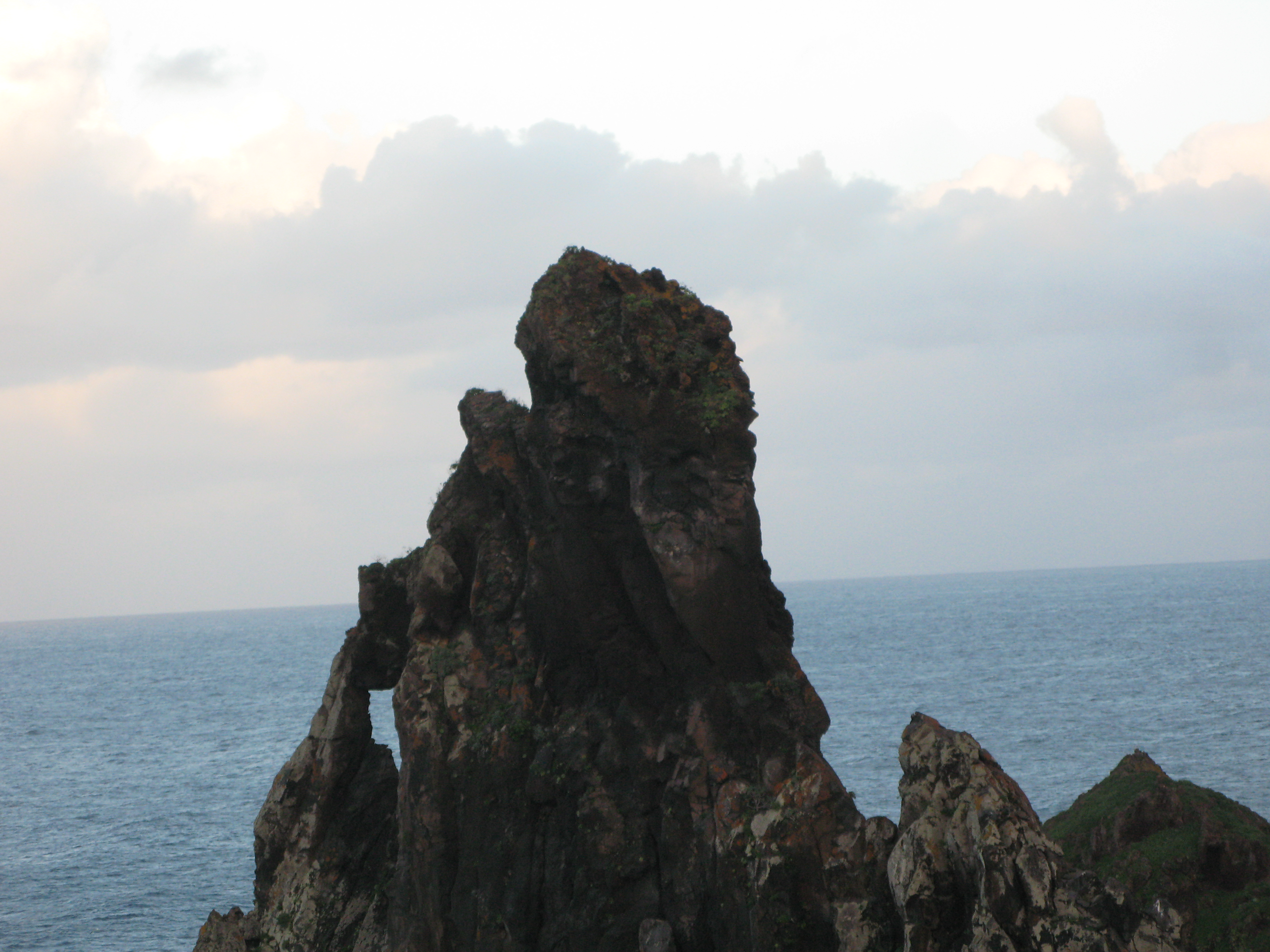
Ribeira da Janela
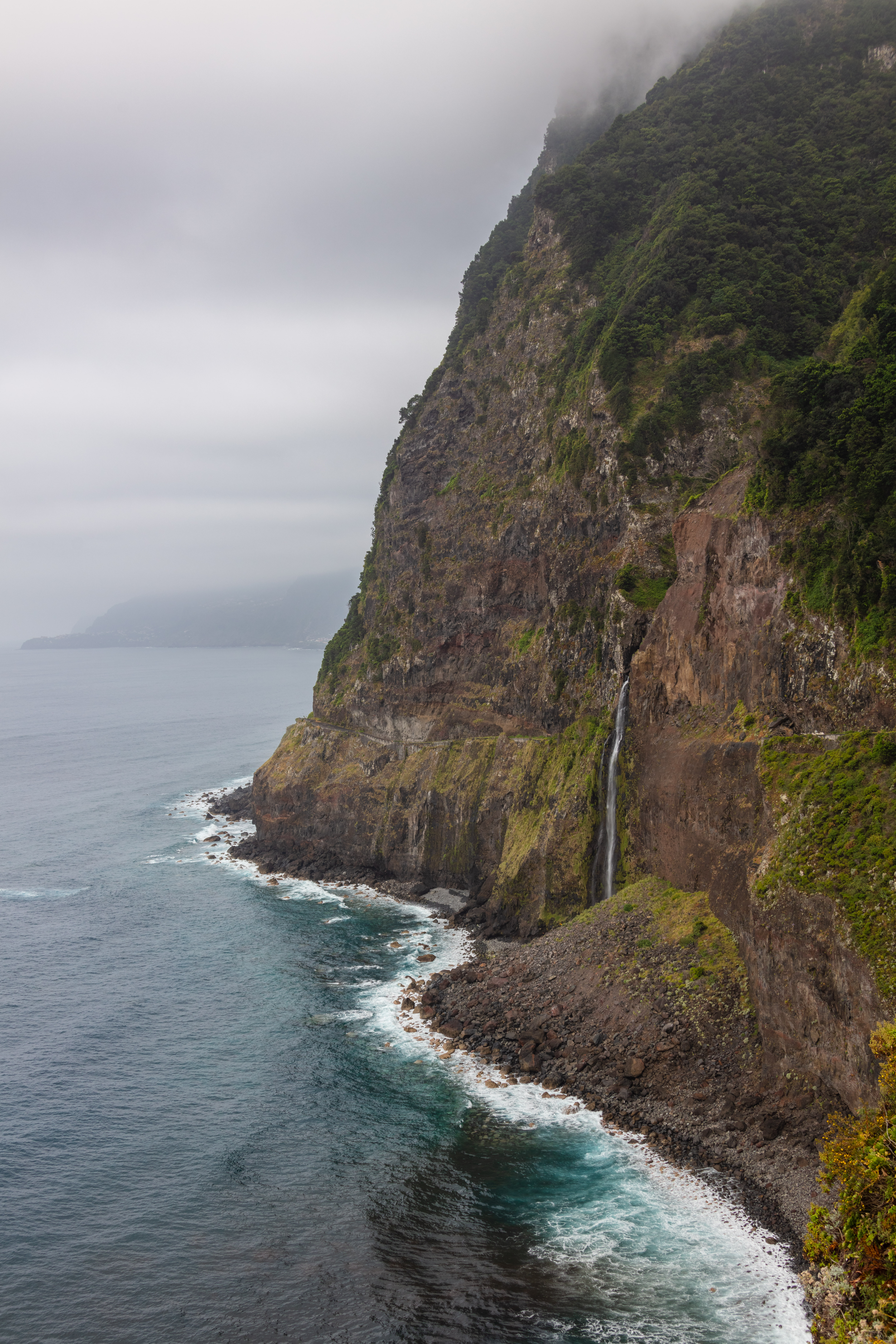
Cascata Véu da Noiva, Seixal
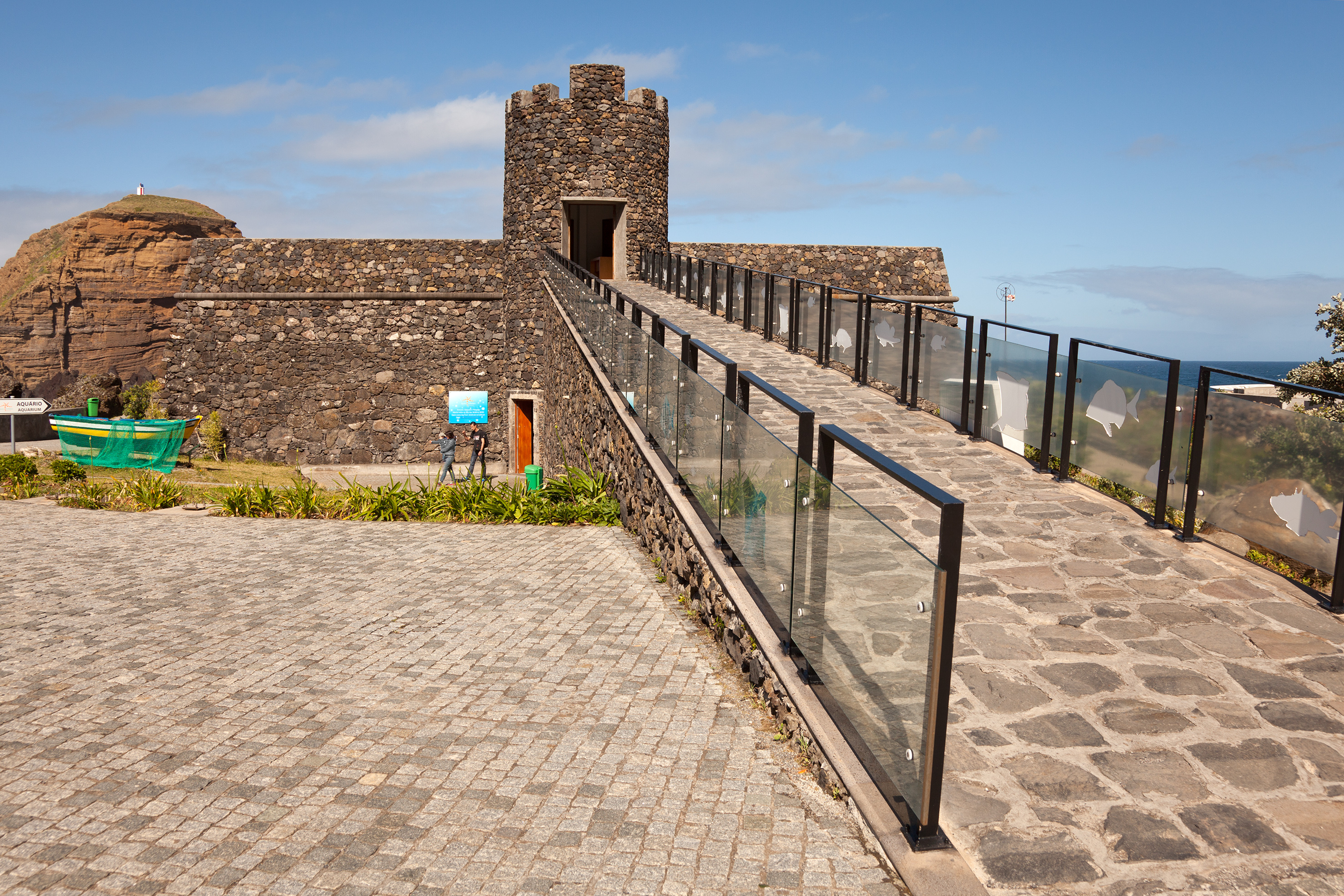
Aquário da Madeira
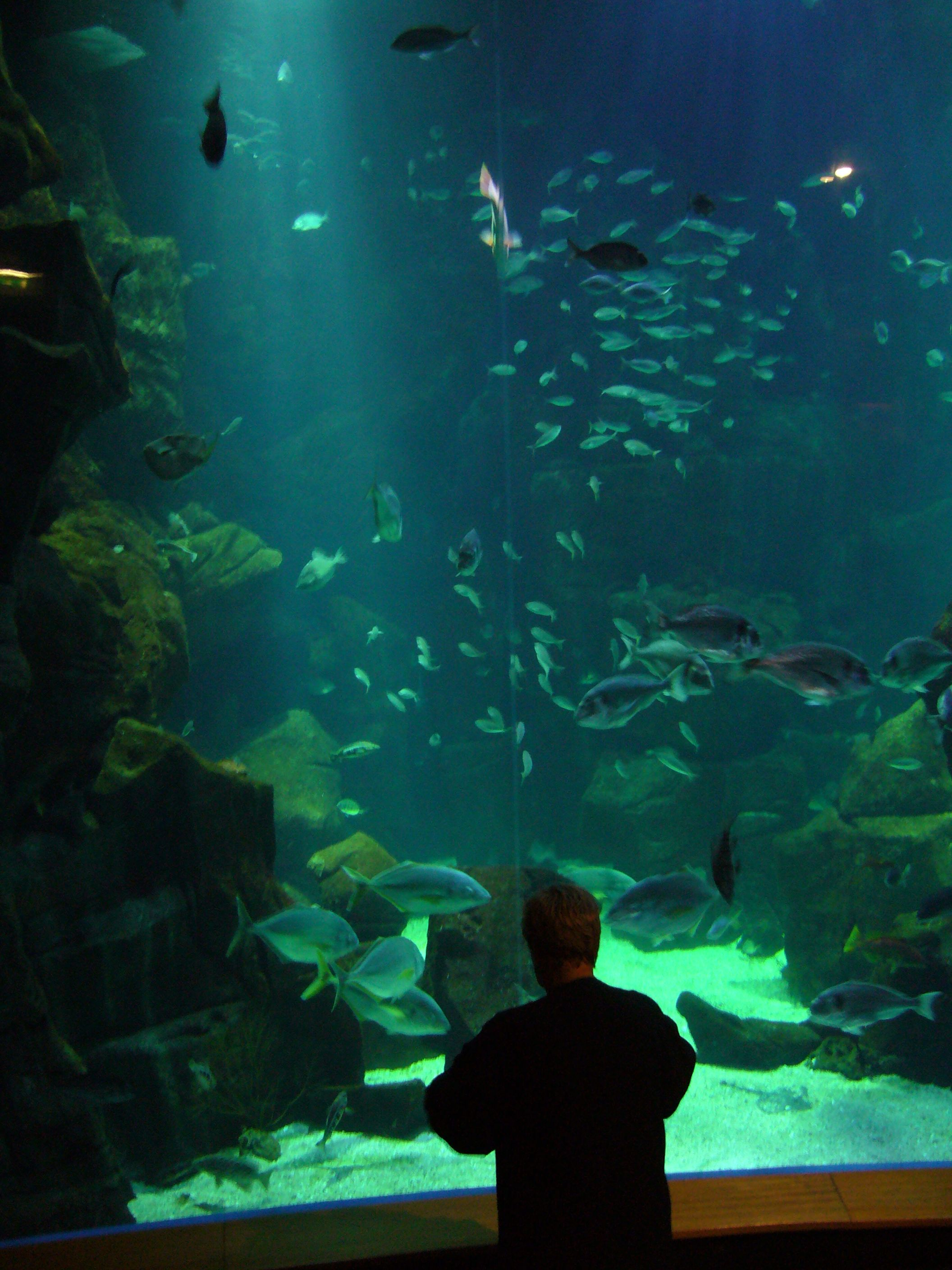
Interior do Aquário da Madeira
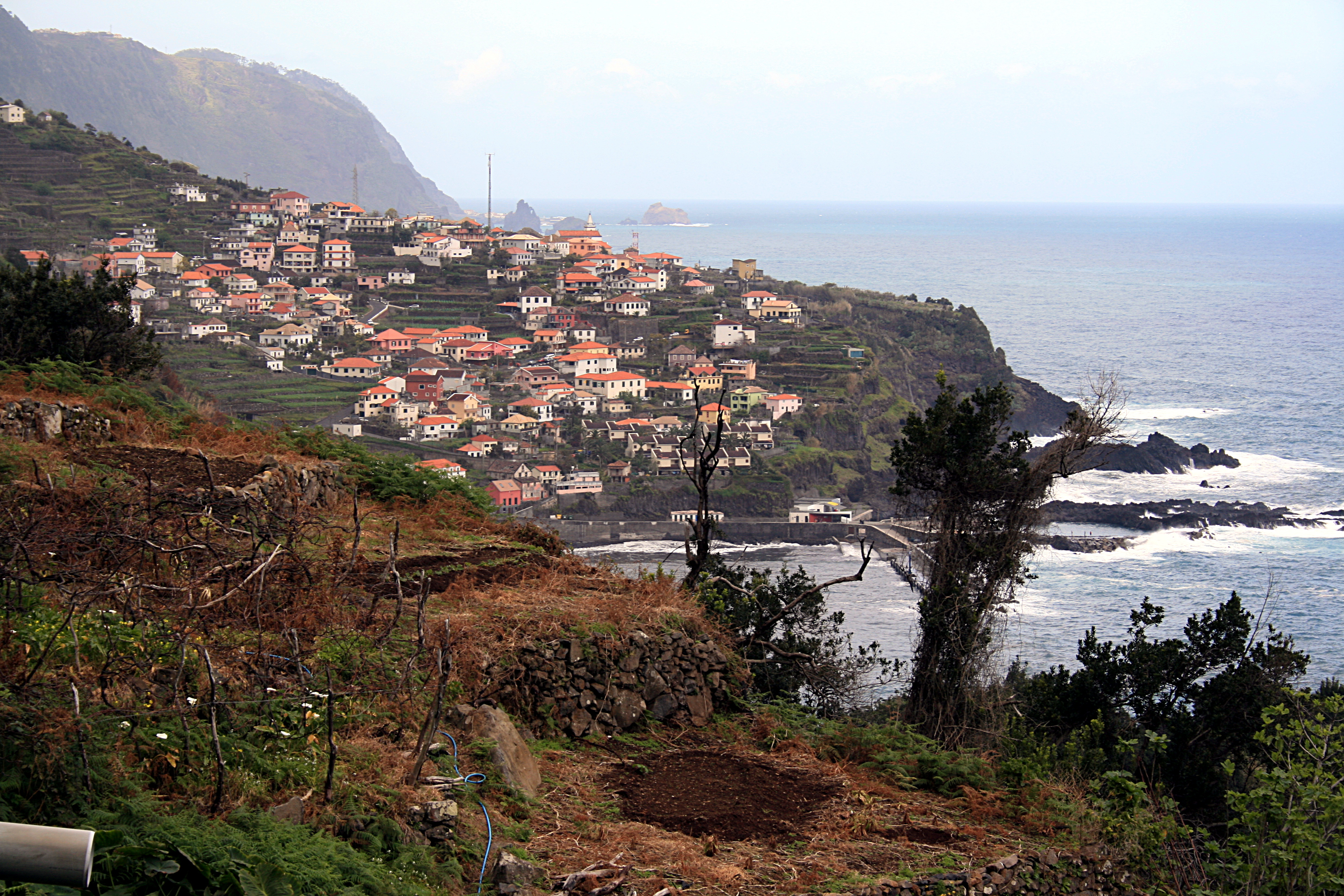
Seixal
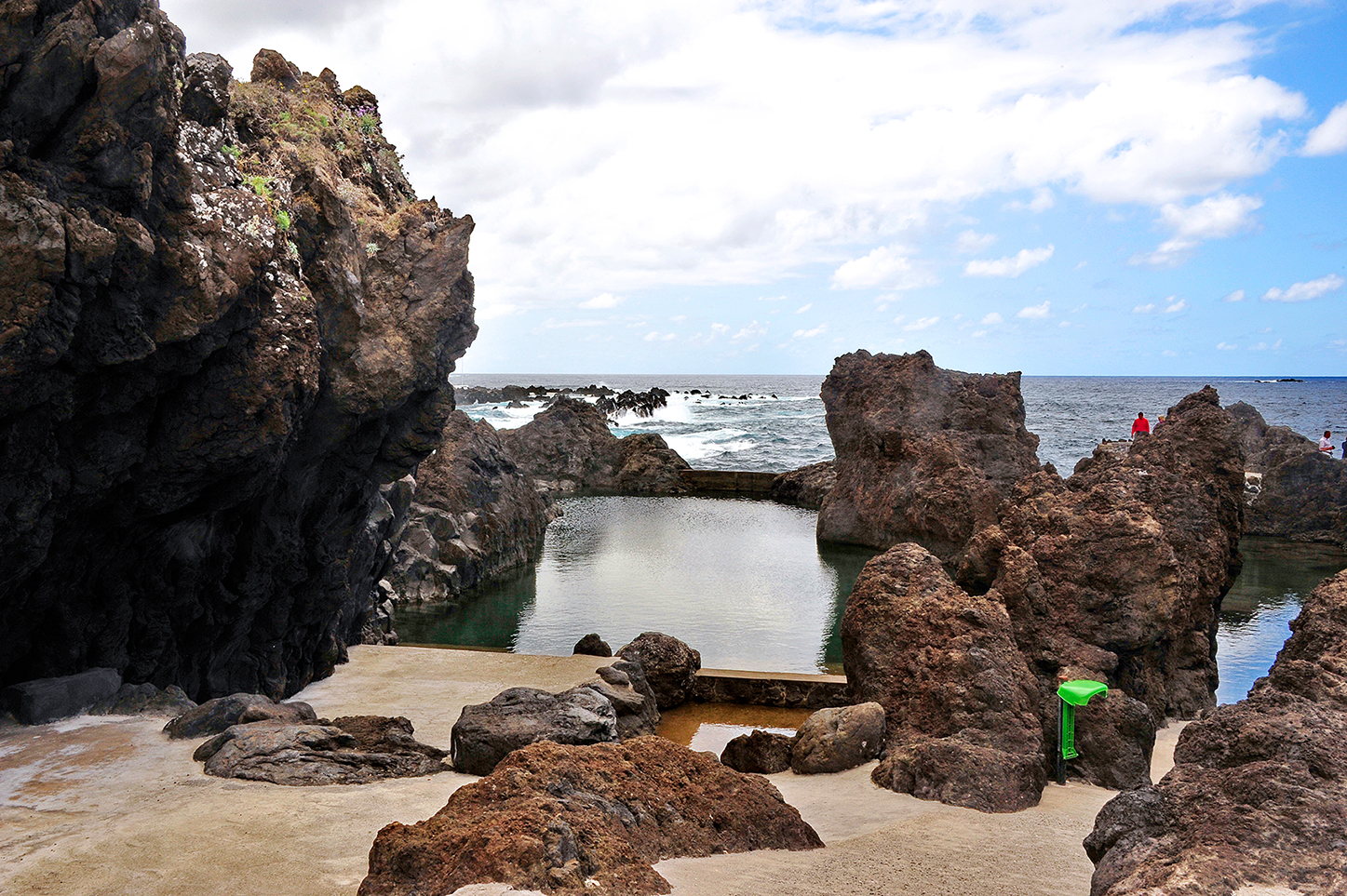
Piscina Naturais